# Tribeca (Band)
Tribeca war eine schwedische Indie-Pop-Band aus Stockholm.

## Geschichte
Tribeca wurde 2001 von Lasse Lindh und Claes Björklund gegründet. Lindh, ein in Schweden seit Ende der 1990er Jahre bekannter und erfolgreicher Solokünstler, lieferte bei diesem Projekt Songmaterial, das von Björklund aufgenommen und abgemischt wurde. Musikalisch unterstützt wurden sie dabei von Jon Lundin, Erik Lundstedt und Per. Labrador Records produzierte ihr Debütalbum Kate 97, das im Sommer 2002 veröffentlicht und in Skandinavien und Frankreich häufig im Radio und auf MTV gespielt wurde. Im Herbst 2003 nahmen Lindh und Björklund das Nachfolgealbum Dragon Down auf, das 2004 herausgebracht wurde und in Skandinavien an den Erfolg des Vorgängeralbums anschließen konnte. In der Folge widmete sich Lasse Lindh wieder seinen Soloprojekten, so dass seitdem keine Neuerscheinungen von Tribeca erschienen sind.

## Trivia
- Der Bandname wurde inspiriert vom New Yorker Künstlerviertel Tribeca auf Manhattan.
- Claes Björklund produzierte 2002 auch You Wake Up At Sea Tac, das zweite Soloalbum von Lasse Lindh.
- Der Song Teenage wurde 2003 nur für das schwedische Radio produziert und dort oft gespielt.
- Das Album Frozen Voice – Best of Lasse Lindh & Tribeca kam 2005 nur in Fernost auf den Markt.

## Diskografie

### Alben
- 2002: Kate 97 (Labrador)
- 2004: Dragon Down (Labrador)
- 2005: Frozen Voice – Best of Lasse Lindh & Tribeca (T Entertainment)

### EP
- 2003: Solitude (Labrador)

### Single
- 2002: The Sun Always Shines on TV (Labrador)